# Utzon Center
Utzon Center er et udstillingssted i Aalborg, der blev indviet i maj 2008. Museet udstiller design, arkitektur og kunst, og det er tegnet af Jørn Utzon og sønnen Kim Utzon. Utzon Center blev Jørn Utzons sidste værk inden hans død i november 2008.
Utzon Center ligger på Aalborg Havnefront et sted, hvor Jørn Utzon som barn brugte meget af sin tid. Tagene på huset er inspireret af sejlene på skibene. Utzon Center består af to udstillingshaller, Spidsgatterhallen, et værksted for de studerende fra Arkitektur & Design på Aalborg Universitet, Utzon Bibliotek, Utzon Arkivet, det Obelske Auditorium på 1.sal med udkig ud over Limfjorden og Restaurant Jørn.
Ideen til centeret kom fra Aalborg Universitets Skole for Arkitektur og Design som et sted, hvor studerende kunne undersøge og diskutere arkitektoniske tendenser. Der er skiftende udstillinger om arkitekter og om de nyeste strømninger, workshops, foredrag, events, undervisning, guidede ture og byvandringer, og en permanent udstilling om Jørn Utzon. 
 Der er for få eller ingen kildehenvisninger i denne artikel, hvilket er et problem. Du kan hjælpe ved at angive troværdige kilder til de påstande, som fremføres i artiklen.